# For the Lonely
A For the Lonely a Sweetbox második kislemeze a Classified című albumról; a második kislemez Jade Villalon énekesnővel. A dal a La Califfa című film Ennio Morricone által szerzett zenéjén alapul. A dal a 84. helyig jutott a svájci slágerlistán, és egy hétig állt ott; összesen négy hetet töltött a listán.
A dal Jade egyik kedvenc száma a sajátjai közül. Egy remixe, mely a kislemezen is megtalálható, felkerült a Best of 12" Collection című remixalbumra, egy másik remixe a Sweet Reggae Mixre, egy koncertfelvétele a Live albumra, egy demóváltozata pedig a Raw Treasures Vol.1-re.

## Számlista
CD kislemez
1. For the Lonely (Radio Version) – 3:10
2. Snippets from the album[4] – 5:17

CD maxi kislemez (Japán, Németország)
1. For the Lonely (Radio Version) – 3:10
2. For the Lonely (Geo’s Remix) – 3:24
3. Snippets from the album – 5:17
4. For the Lonely (No Drum Mix) – 3:10
5. For the Lonely (Instrumental) – 3:10

## Helyezések
| Slágerlista (2001)   | Legmagasabb helyezés |
| -------------------- | -------------------- |
| Svájci kislemezlista | 84                   |